# Galla Macků
Galla Macků (* 14. října 1952 Nasavrky) je česká operetní herečka, zpěvačka a pedagožka. Byla dlouholetou členkou Hudebního divadla Karlín. 
Jejím synem je Jan Macků, zpěvák, textař a bývaleho frontmana kapely Dymytry a učitel na Fakultě lesnické a dřevařské České zemědělské univerzity.

## Životopis
Narodila se v městečku Nasavrky jako třetí dítě. Už od svých šesti let chodívala na soutěže STM (Soutěž tvořivosti mládeže) a jezdila do hudební školy v Chrudimi. Zde dojížděla z Prahy učit Hana Dušková Boháčková, která ji svým zpěvem uchvátila, a proto se rozhodla stát zpěvačkou. I přes nesouhlas otce, který byl matematický a lesnický profesor, začala roku 1968 studovat na Pražské státní konzervatoři obor operní zpěv, který rozšířila o operní režii a operetní specializaci. Přesto, že debutovala v liberecké opeře, nastoupila po konzervatoři do karlínského divadla v roce 1975.
Její první velkou rolí zde byla titulní role v operetě Rose Marie, kde si i jako 4. alternace kvůli řadě okolností a náhod zahrála hned v premiéře. Poté už následovalo mnoho rolí z operetního a muzikálového repertoáru,  jako například Valencie i Hana Glawari ve Veselé vdově, Anna Elisa v Paganinim, Mi v Zemi úsměvů, Diana v Orfeovi v podsvětí, titulní role v Hraběnce Marice, Wanda i Helena v Polské krvi, Sylva i kněžna Anhilta v Čardášové princezně, Denisa v Mam’zelle Nitouche, Roxana v Cyranovi z Bergeracu, Irena Molloyová v Hello, Dolly!, Elisa Doolittleová v My Fair Lady a Matka představená ve Za zvuků hudby, ale také titulní role v Manonu anebo Sugar / Někdo to rád horké!. Mimo jiné vystoupila v řadě rozhlasových a televizních pořadů. Pro maďarskou televizi, která natáčela Čardášovou princeznu, si například zahrála Sylvu Varescu v maďarštině. V angažmá karlínského divadla strávila 32 let, než v roce 2002 odešla na volnou nohu. V Hudebním divadle Karlín si ještě později zahrála paní Ofku v muzikále Noc na Karlštejně anebo v Národním divadle moravskoslezském Kněžnu Anhiltu v Čardášové princezně.
Společně s Vaškem Vašákem vydali knihu Z operety do operety. Mnoho let se též věnuje pedagogické činnosti. Nejprve začala na Vyšší odborné škole herecké v Praze–Michli, posléze na Mezinárodní konzervatoři v Praze, kde dlouho vedla muzikálové oddělení, a poté na Pražské konzervatoři.
Se svým manželem, který je dlouholetý bubeník Orchestru Karla Vlacha a vyučuje na konzervatoři, mají syna Jana Macků, zpěváka, textaře a frontmana kapely Dymytry a učitele na Fakultě lesnické a dřevařské České zemědělské univerzity.
Za ztvárnění titulní role Manon obdržela roku 1975 Cenu Literárního fondu, kterou získala i za Eurydiku v inscenaci Orfeus a Eurydika v roce 1977. Za roli Marie Zieglerové v muzikálu Superhvězda Mařenka (1996) byla za rok 1996 nominována na cenu Thálie. Tu obdržela v roce 2022 za celoživotní mistrovství v oboru muzikál a opereta.